# Население на Европейския съюз
Населението на Европейския съюз към 1 януари 2016 е 510 284 430 души (според данни на Евростат).
Средната продължителност на живота на гражданите на днешните 27 страни-членки се е увеличила с около 10 години от 1960 до 2010 година. 
Прирастът на населението има две компоненти – естествен прираст и миграция. Естественият прираст показва разликата между раждаемостта и смъртността, а миграцията – между имиграцията и емиграцията. До края на 1980-те години основният прираст в ЕС е обусловен от естествения прираст. От 1960-те години естественият прираст намалява. От началото на 1990-те години миграцията е основната причина за увеличаването на населението на ЕС. 

## Население по години
Населението на 27-те страни-членки на ЕС нараства от 482 767 512 през 2000 до 502 489 143 през 2011 година. 
| година | население         |
| ------ | ----------------- |
| 1960   | около 400 милиона |
| 2000   | 482 767 512       |
| 2001   | 483 797 028       |
| 2002   | 484 635 119       |
| 2003   | 486 646 114       |
| 2004   | 488 797 929       |
| 2005   | 491 134 938       |
| 2006   | 493 210 397       |
| 2007   | 495 291 925       |
| 2008   | 497 686 229       |
| 2009   | 499 705 496       |
| 2010   | 501 120 688       |
| 2011   | 502 489 143       |

Плътността на населението на ЕС (без задокеанските територии) през 2008 година е 116 души/km². 
Най-плътно населеният район на ЕС през 2008 година е Централен Лондон. Плътността на населението в Брюксел, Виена, Берлин, Прага, Букурещ-Илфов и Атики (Гърция) надвишава 1000 души/km². Най-рядко населените райони са Френска Гвиана и региони на Швеция и Финландия с под 10 души/km². 

## Раждаемост и смъртност
Раждаемостта расте бавно – от 1,45 на 1,6 деца средно на жена. За осигуряването на стабилен брой на населението са необходими 2,1 деца на жена. 
През 2010 година най-високата раждаемост е в Ирландия (16,5‰), Великобритания (13‰) и Франция (12,8‰), а най-ниската – в Германия (8,3‰), Латвия (8,6‰) и Унгария (9‰). 
Най-висока смъртност за 2010 година е в България (14,6‰), следвана от Латвия (13,4‰), Унгария (13‰), Литва (12,8‰) и Румъния (12,1‰). Най-ниската смъртност е в Ирландия (6,2‰), следвана от Кипър (6,7‰) и Малта (7,2‰). 
Най-високият естествен прираст има Ирландия (+10,3‰), следвана от Кипър (+5,7‰) и Франция (+4,4‰). 

## Работна сила
Безработицата в ЕС е 9,9% в началото на 2011 година. 
Броят на работната ръка в Европа намалява. 
Тенденцията е към увеличаване на броя млади европейци, които отиват да работят в чужбина. 
Процентът на работещите мъже през 2008 година е по-висок от този на жените във всички региони на ЕС. За периода от 2003 до 2008 процентът на работещите жените се е увеличавал с по-бързи темпове от този на мъжете, но въпреки това разликата е 13,7%. 
Процентът на работещите граждани на ЕС на възраст от 55 до 64 години през 2008 година е 45,6% (увеличение от 1% спрямо предходната година). 

## Население по възраст
Населението на ЕС е застаряващо. През 2009 година процентът на деца до 14 години от населението е 15,6%. Същевременно хората в активна възраст (14 – 65 години) съставляват 67,1% от населението. 17,2% от населението е на възраст от повече от 65 години. Най-голям процент млади хора живеят в Ирландия (20,9%), най-малък – в Германия (13,6%). Обратната ситуация се наблюдава при процента на възрастните – Германия има най-голям процент възрастни (20,4%), а Ирландия – най-малък (11,0%).  Средната продължителност на живота се увеличава с два до три месеца всяка година. Това представлява основната причина за застаряването на населението. 
Медианата на населението през 2009 година е 40,6 години, т.е. половината от населението на ЕС е на възраст под 40,6 години и половината е на възраст над 40,6 години. 
Коефициентът на зависимост за възрастното население (относителна част на хората на възраст над 65 години спрямо тези в активна възраст (15 – 64 години)) е 25,6%, т.е. на един възрастен човек се падат четирима в активна възраст. Коефициентът на зависимост за цялото зависимо население (възрастни и деца) е 48,9%, т.е. на един зависим човек се падат двама в активна възраст. 
| възраст | процент 2010 | процент 2000 |
| ------- | ------------ | ------------ |
| 0 – 14  | 15,6%        | 17,2%        |
| 15 – 24 | 12,1%        | 13,2%        |
| 25 – 49 | 35,8%        | 36,7%        |
| 50 – 64 | 19,1%        | 17,2%        |
| 65 – 79 | 12,7%        | 12,3%        |
| над 80  | 4,7%         | 3,3%         |

## Национален състав
През 2010 година хората, родени извън територията на ЕС, са 9,4% от общото население на съюза. Хората с гражданство на страни извън ЕС са 6,5%. Средната възраст на чужденците е 34,4 години, а на гражданите на ЕС – 41,5 години. Над 75% от всички чужденци в ЕС живеят в Германия (7,1 млн. души, или 9% от населението), Испания (5,7 млн. души, 12%), Великобритания (4,4 млн. души, 7%), Италия (4,2 млн. души, 7%) и Франция (3,8 млн. души, 6%). 
През 2011 г. броят на новорегистрираните хора, търсещите убежище в Европейския съюз е над 300 000 души, спрямо 259 000 души през 2010 г. 